# Thái Trác Nghiên
Thái Trác Nghiên (sinh ngày 22 tháng 11 năm 1982) là một nữ ca sĩ kiêm diễn viên người Hồng Kông. Cô được biết đến là thành viên của nhóm nhạc Twins.

## Tiểu sử
Thái Trác Nghiên sinh ra tại Vancouver, Canada. Sau đó vài năm, gia đình cô chuyển tới Hồng Kông. Cô thành thạo tiếng Quảng Đông, tiếng Anh và tiếng Phổ thông.
Sau khi tốt nghiệp trường tư Rosaryhill School, từng có nhiều ngôi sao nhạc pop theo học, cô bắt đầu công việc làm người mẫu ở Hồng Kông và được Tập đoàn Giải trí Anh Hoàng (EEG) phát hiện, sau đó cùng với Chung Hân Đồng lập nên nhóm nhạc Cantopop Twins.

## Danh sách đĩa hát
| Năm  | Tên             | Ghi chú                                            |
| ---- | --------------- | -------------------------------------------------- |
| 2008 | Make a Wish     | Cantonese single                                   |
| 2009 | Two Without One | Cantonese album                                    |
| 2009 | Another Me      | Cantonese EP                                       |
| 2010 | As A Sa         | Mandarin album                                     |
| 2010 | Beauty Remains  | Cantonese EP                                       |
| 2011 | Sweetest Day    | Cantonese CD + Cantonese & Mandarin DVD Collection |
| 2012 | Montage         | Cantonese CD + Cantonese Bonus DVD                 |
| 2013 | Blooming        | Cantonese CD + Cantonese Bonus DVD                 |

## Phim ảnh
| Year | English title                     | Original title               | Role                     | Notes                |
| ---- | --------------------------------- | ---------------------------- | ------------------------ | -------------------- |
| 2000 | What Is a Good Teacher            | 自從他來了                   | Student                  | Cameo                |
| 2001 | Funeral March                     | 常在我心                     | Wong Kwan-yee            |                      |
| 2001 | Heroes in Love                    | 戀愛起義之不得了             | Charlene                 |                      |
| 2002 | Just One Look                     | 一碌蔗                       | Nam                      |                      |
| 2002 | My Wife Is 18                     | 我老婆唔夠秤                 | Yoyo Ma Suk-ling         |                      |
| 2002 | Summer Breeze of Love             | 這個夏天有異性               | Choi Kei                 |                      |
| 2003 | Thiên cơ biến                     | 千機變                       | Helen                    |                      |
| 2003 | The Death Curse                   | 古宅心慌慌                   | Nancy Ting               |                      |
| 2003 | Diva... Ah Hey                    | 下一站…天后                  | Kam Dai-hei              |                      |
| 2003 | Good Times, Bed Times             | 戀上你的床                   | Tabby                    | Special appearance   |
| 2004 | Protege de la Rose Noire          | 見習黑玫瑰                   | Sandy                    |                      |
| 2004 | Fantasia                          | 鬼馬狂想曲                   | Chopsticks Sister        | Special appearance   |
| 2004 | Hidden Heroes                     | 追擊八月十五                 | Chan Mei-ling            |                      |
| 2004 | Leave Me Alone                    | 阿孖有難                     | Jane                     |                      |
| 2004 | Love on the Rocks                 | 戀情告急                     | Crystal Au-yeung Sum-kit | Special appearance   |
| 2004 | Tân câu chuyện cảnh sát           | 新警察故事                   | Sa Sa                    |                      |
| 2004 | Papa Loves You                    | 這個阿爸真爆炸               | Ellen Yam Yin-jai        |                      |
| 2004 | The Attractive One                | 身驕肉貴                     | Love Cab's taxi driver   | Cameo                |
| 2004 | Thiên cơ biến 2: Hoa Đô đại chiến | 千機變II之花都大戰           | Spring                   |                      |
| 2004 | 6 A.M.                            | 大無謂                       | Herself                  |                      |
| 2005 | Bug Me Not!                       | 蟲不知                       | Sasako (Sasha)           | Cameo                |
| 2005 | A Chinese Tall Story              | 情癲大聖                     | Yue Meiyan               |                      |
| 2005 | All About Love                    | 再說一次我愛你               | Leung Tze-ching          |                      |
| 2005 | House of Fury                     | 精武家庭                     | Ella                     | Special appearance   |
| 2006 | Chicken Little                    | —                            | Abby Mallard             | Cantonese voice-over |
| 2006 | Rob-B-Hood                        | 寶貝計劃                     | Pak Yin                  |                      |
| 2006 | Diary                             | 妄想                         | Winnie Leung Wing-na     |                      |
| 2007 | Sứ mạng song sinh                 | 雙子神偷                     | Jade                     |                      |
| 2007 | Super Fans                        | 甜心粉絲王                   | Sussie                   |                      |
| 2007 | Simply Actors                     | 戲王之王                     | Dani Dan                 |                      |
| 2007 | Naraka 19                         | 地獄第19層                   | Wendy                    | Special appearance   |
| 2008 | Kung Fu Dunk                      | 功夫灌籃                     | Lily                     |                      |
| 2008 | The Butterfly Lovers              | 武俠梁祝                     | Zhu Yanzhi               |                      |
| 2009 | All's Well, Ends Well 2009        | 家有囍事2009                 | Insurance agent          | Cameo                |
| 2009 | The Storm Warriors                | 風雲II                       | Second Dream             |                      |
| 2010 | Hot Summer Days                   | 全城熱戀熱辣辣               | Bikini girl              | Cameo                |
| 2010 | Beauty on Duty                    | 美麗密令                     | Zhong Aifang             |                      |
| 2010 | Triple Tap                        | 鎗王之王                     | Ting                     |                      |
| 2010 | The Jade and the Pearl            | 翡翠明珠                     | Princess Yin             |                      |
| 2011 | Treasure Inn                      | 財神客棧                     | Fire Dragon Girl         |                      |
| 2011 | Thanh Xà Bạch Xà                  | 白蛇傳說                     | Green Snake              |                      |
| 2012 | My Sassy Hubby                    | 我老婆唔夠秤II：我老公唔生性 | Yoyo Ma Suk-ling         |                      |
| 2013 | Bring Happiness Home              | 快樂到家                     |                          |                      |
| 2013 | The Midas Touch                   | 超級經理人                   | Suen Mei Mei             |                      |
| 2014 | Naked Ambition 2                  | 豪情3D                       | Maisora Aoi              | Cameo                |
| 2014 | Streets of Macao                  |                              |                          | Short film           |
| 2014 | Let Go for Love                   | 放手愛                       |                          |                      |
| 2014 | Gangster Payday                   | 大茶飯                       | Mei                      |                      |
| 2015 | Sara                              | 雛妓                         | Sara                     |                      |
| 2016 | Good Take!                        |                              |                          |                      |
| 2017 | 77 Heartbreaks                    | 原諒他77次                   | Eva                      |                      |
| 2017 | Soccer Killer                     | 仙球大戰                     | Ling'er                  |                      |
| 2017 | Always Be With You                | 常在你左右                   | Yu-xin                   |                      |
| 2017 | Growing Pains                     |                              |                          |                      |
| 2018 | Mad Ebriety                       |                              |                          |                      |
| 2019 | The Lady Improper                 | 非分熟女                     | Yuen Siu Man             |                      |
| 2019 | Fatal Visit                       |                              |                          |                      |
| 2019 | 77 Heartwarmings                  |                              |                          |                      |
| 2019 | Cold Detective                    |                              |                          |                      |
| 2019 | Goodbye UFO                       |                              |                          |                      |
| 2019 | Just 1 Day                        |                              |                          |                      |

## Truyền hình
| Năm  | Tên phim (tiếng Việt) | Tên phim (tiếng Anh)                 | Tên phim (tiếng Trung) | Vai diễn                          | Kênh       | Ghi chú                    |
| ---- | --------------------- | ------------------------------------ | ---------------------- | --------------------------------- | ---------- | -------------------------- |
| 2000 |                       | Youth Y2K                            | 青春@Y2K               | Cheng Shasha                      |            |                            |
| 2001 |                       | The Monkey King: Quest for the Sutra | 齊天大聖孫悟空         | Purple Orchid                     | TVB        |                            |
| 2003 | Bao La Vùng Trời      | Triumph In The Skies                 | 衝上雲霄               | Charlene                          | TVB        | Vai diễn khách mời - Tập 6 |
| 2003 |                       | All About Boy'z                      | 一起喝采               | Langlang Princess                 | now.com.hk | Appearance in episode 2    |
| 2003 |                       |                                      | 2半3更之困車立         | Ah Sa                             | now.com.hk |                            |
| 2004 |                       | Kung Fu Soccer                       | 功夫足球               |                                   | TVB        | Guest star                 |
| 2004 |                       | Sunshine Heartbeat                   | 赤沙印記@四葉草.2      | Ah Sa                             | TVB        | Guest star                 |
| 2004 |                       |                                      | 家有寶貝               | Ah Sa                             |            | Guest star                 |
| 2007 |                       | Colours of Love                      | 森之愛情               | Wai-fong / Ching-lan              | TVB        |                            |
| 2007 |                       | Life Off Stage                       |                        |                                   |            |                            |
| 2010 |                       | Calling for Love!                    | 呼叫大明星             | Chen Dexin                        | CTS        |                            |
| 2011 |                       | The Legend of Swordman               | 劍俠情緣               | Tang Xiaowan / Ning Xin           |            |                            |
| 2012 |                       | Happy Marshal                        | 歡樂元帥               | Little Dragon Girl (Xiao Long Nu) |            |                            |
| 2018 |                       | Police Tactical Unit                 | 机动部队               |                                   |            |                            |